# 銀シャリのむちゃぶりシネマ部
『銀シャリのむちゃぶりシネマ部』は、関西テレビで2018年5月から放送されているミニ番組である。2019年12月の放送時間は毎週木曜日23:24 - 23:30（JST）。

## 概要
2018年7月から数週連続で半年置きに放送されている。
毎回、鰻がオチの一言が空欄になっている台本を提示し、二人でコントを行う。
2018年5月には同局で『銀シャリの「先生、知ったふりせんといて!」』が放送されている。

## 出演者
- 銀シャリ

## 放送
| 放送日程       | 放送時間                     | 放送回数 |
| -------------- | ---------------------------- | -------- |
| 2018年7月・8月 | 毎週金曜22:52 - 22:57（5分） | 全6回    |
| 2018年12月     |                              |          |
| 2019年7月      |                              |          |
| 2019年12月     | 毎週火曜23:24 - 23:30（6分） |          |